# Ozyptila kaszabi
Ozyptila kaszabi är en spindelart som beskrevs av Yuri M. Marusik och Dmitri Viktorovich Logunov 2002. Ozyptila kaszabi ingår i släktet Ozyptila och familjen krabbspindlar. Inga underarter finns listade i Catalogue of Life.